# Tênis nos Jogos Olímpicos de Verão de 1968
O torneio de tênis nos Jogos Olímpicos de Verão de 1968 marcou o seu retorno ao programa olímpico de verão. Foram disputados 2 torneios: um como esporte de demonstração (estava incluído na programa oficial dos jogos, mas as medalhas não são computadas no quadro oficial de medalhas) e o outro como um esportes de exibição (não estava incluído na programa oficial dos jogos, e nem as medalhas são computadas no quadro oficial de medalhas). Ambos os torneios foram disputados nas versões simples masculino, simples feminino, duplas masculino, duplas feminino e duplas mistas.
As partidas foram disputadas em Guadalajara e também na Cidade do México.

## Resumo da medalha

### Demonstração
| Evento             | Campeão                                             | Segundo lugar                                                 | Terceiro lugar                                        |
| ------------------ | --------------------------------------------------- | ------------------------------------------------------------- | ----------------------------------------------------- |
| Singles masculinos | Manuel Santana ESP Espanha                          | Manuel Orantes ESP Espanha                                    | Herbert Fitzgibbon USA Estados Unidos                 |
| Singles Femininos  | Helga Niessen FRG Alemanha Ocidental                | Jane Bartkowicz USA Estados Unidos                            | Julie Heldman USA Estados Unidos                      |
| Duplas masculinas  | Rafael Osuna Vicente Zarazua MEX México             | Juan Gisbert Manuel Santana ESP Espanha                       | Pierre Darmon FRA França Joaquin Loyo-Mayo MEX México |
| Pares Femininos    | Edda Buding Helga Niessen FRG Alemanha Ocidental    | Rosa Maria Darmon FRA França Julie Heldman USA Estados Unidos | Jane Bartkowicz Valerie Ziegenfuss USA Estados Unidos |
| Duplas mistas      | Julie Heldman Herbert Fitzgibbon USA Estados Unidos | Helga Niessen Jürgen Faßbender FRG Alemanha Ocidental         | Jane Bartkowicz James Osborne USA Estados Unidos      |

### Exibição
| Evento             | Campeão                                                       | Segundo lugar                                                         | Terceiro lugar                                                    |
| ------------------ | ------------------------------------------------------------- | --------------------------------------------------------------------- | ----------------------------------------------------------------- |
| Singles masculinos | Rafael Osuna MEX México                                       | Ingo Buding FRG Alemanha Ocidental                                    | Vladimir Korotkov URS União Soviética                             |
| Singles masculinos | Rafael Osuna MEX México                                       | Ingo Buding FRG Alemanha Ocidental                                    | Nicola Pietrangeli ITA Itália                                     |
| Singles Femininos  | Jane Bartkowicz USA Estados Unidos                            | Julie Heldman USA Estados Unidos                                      | María Eugenia Guzman ECU Equador                                  |
| Singles Femininos  | Jane Bartkowicz USA Estados Unidos                            | Julie Heldman USA Estados Unidos                                      | Suzana Petersen BRA Brasil                                        |
| Duplas masculinas  | Rafael Osuna Vicente Zarazua MEX México                       | Pierre Darmon FRA França Joaquin Loyo-Mayo MEX México                 | Francisco Guzman ECU Equador Teimuraz Kakulia URS União Soviética |
| Duplas masculinas  | Rafael Osuna Vicente Zarazua MEX México                       | Pierre Darmon FRA França Joaquin Loyo-Mayo MEX México                 | Vladimir Korotkov Anatoly Volkov URS União Soviética              |
| Pares Femininos    | Rosa Maria Darmon FRA França Julie Heldman USA Estados Unidos | Jane Bartkowicz Valerie Ziegenfuss USA Estados Unidos                 | María Eugenia Guzman ECU Equador Suzana Petersen BRA Brasil       |
| Pares Femininos    | Rosa Maria Darmon FRA França Julie Heldman USA Estados Unidos | Jane Bartkowicz Valerie Ziegenfuss USA Estados Unidos                 | Cecilia Rosado MEX México Zaiga Jansone URS União Soviética       |
| Duplas mistas      | Zaiga Jansone Vladimir Korotkov URS União Soviética           | Jane Bartkowicz USA Estados Unidos Ingo Buding FRG Alemanha Ocidental | Rosa Maria Darmon Pierre Darmon FRA França                        |
| Duplas mistas      | Zaiga Jansone Vladimir Korotkov URS União Soviética           | Jane Bartkowicz USA Estados Unidos Ingo Buding FRG Alemanha Ocidental | Suzana Petersen BRA Brasil Teimuraz Kakulia URS União Soviética   |